# Yutaka Yoshida
Yutaka Yoshida (吉田 豊 Yoshida Yutaka?, Fujinomiya, Shizuoka, 17 de febrero de 1990) es un futbolista japonés que juega como defensa en el Shimizu S-Pulse de la J1 League.

## Trayectoria

### Clubes
| Club            | País  | Año       |
| --------------- | ----- | --------- |
| Ventforet Kofu  | Japón | 2008-2011 |
| Shimizu S-Pulse | Japón | 2012-2014 |
| Sagan Tosu      | Japón | 2015-2018 |
| Nagoya Grampus  | Japón | 2019-2022 |
| Shimizu S-Pulse | Japón | 2023-     |

## Palmarés

### Títulos nacionales
| Título         | Club           | País  | Año  |
| -------------- | -------------- | ----- | ---- |
| Copa J. League | Nagoya Grampus | Japón | 2021 |